# Cuneo Volley Ball Club 1994-1995
Questa voce raccoglie le informazioni riguardanti il Cuneo VBC nelle competizioni ufficiali della stagione 1994-1995.

## Stagione
La stagione 1994-1995 è per la società piemontese, sponsorizzata dalla Alpitour e dalla Traco, la sesta consecutiva nel massimo campionato italiano. Il nuovo sponsor consente al club di competere per la prima volta ad alti livelli: una importante campagna acquisti, che sfrutta anche la dismissione del Gonzaga Milano, porta a Cuneo giocatori del calibro di Ferdinando De Giorgi, Samuele Papi, Andrea Lucchetta e Claudio Galli, tutti nel giro della nazionale italiana. Alla guida della squadra viene confermato Silvano Prandi.
In campionato la squadra conferma le aspettative, chiudendo il girone di andata terza, alle spalle di Treviso e Modena. Al termine della stagione regolare si piazza seconda con 38 punti, frutto di diciannove vittorie e tre sconfitte. Questo risultato consente a Cuneo di affrontare i quarti di finale e le semifinali con il vantaggio del fattore campo. Eliminata Schio in due partite, la squadra raggiunge la prima semifinale scudetto della sua storia. L'avversario è Modena, che elimina i piemontesi in tre partite, vincendo entrambe le gare a Cuneo e gara 2 a Modena. Questo risultato consente comunque al Cuneo VBC di qualificarsi per la prima volta a una competizione europea: nella stagione 1996-1997 giocherà infatti la coppa CEV.
Nella coppa Italia i cuneesi raggiungono per la prima volta la semifinale. Anche in questo caso è Modena a prevalere, dopo che i biancazzurri avevano eliminato Marconi, Zinella Bologna e Gonzaga Milano.

## Organigramma societario
Area direttiva
- Presidente: Ezio Barroero
- Vicepresidente: Valter Lannutti
- Vicepresidente: Roberto Mandruzzato
- Direttore sportivo: Enzo Prandi
- Segreteria generale: Fulvia Cacciò

Area organizzativa
- Responsabile marketing: Giuseppe Cormio
- Responsabile marketing: Marco Pistolesi

Area comunicazione
- Relazioni esterne: Bruno Lubatti
- Addetto stampa: Giuditta Giraudo
- Addetto stampa: Sergio Robresco

Area tecnica
- 1º allenatore: Silvano Prandi
- 2º allenatore: Roberto Serniotti
- Allenatore settore giovanile: Mario Sasso
- Preparatore atletico: Ezio Bramard

Area medica
- Medico: Stefano Carando
- Medico: Emilio Lucidi
- Fisioterapista: Umberto Cominotto
- Massaggiatore: Gabriele Giorgis

## Rosa
| N. | Giocatore            | Ruolo | Data di nascita  | Nazionalità sportiva |
| -- | -------------------- | ----- | ---------------- | -------------------- |
| 1  | Ljubomir Ganev       | S/O   | 6 ottobre 1965   | Bulgaria             |
| 2  | Liano Petrelli       | S     | 24 marzo 1965    | Italia               |
| 3  | Krzystof Stelmach    | S     | 11 novembre 1967 | Polonia              |
| 4  | Ferdinando De Giorgi | P     | 10 ottobre 1961  | Italia               |
| 5  | Vittorio Bertini     | P     | 21 marzo 1976    | Italia               |
| 6  | Samuele Papi         | S     | 20 maggio 1973   | Italia               |
| 8  | Antonino Milone      | C     | 9 luglio 1975    | Italia               |
| 9  | Davide Oglino        | C     | 4 ottobre 1971   | Italia               |
| 11 | Andrea Lucchetta     | C     | 25 novembre 1962 | Italia               |
| 12 | Luca Mantoan         | S     | 3 febbraio 1966  | Italia               |
| 13 | Luigi Mastrangelo    | C     | 17 agosto 1975   | Italia               |
| 15 | Claudio Galli        | C     | 12 luglio 1965   | Italia               |

## Mercato
| Acquisti | Acquisti             | Acquisti             | Acquisti |
| R.       | Nome                 | da                   | Modalità |
| -------- | -------------------- | -------------------- | -------- |
| P        | Vittorio Bertini     | Brugherio            | ?        |
| P        | Ferdinando De Giorgi | Falconara            | ?        |
| C        | Claudio Galli        | Gonzaga Milano       | ?        |
| C        | Andrea Lucchetta     | Gonzaga Milano       | ?        |
| S        | Luca Mantoan         | Catania              | ?        |
| C        | Luigi Mastrangelo    | Gonzaga Milano       | ?        |
| C        | Antonino Milone      | Gonzaga Milano       | ?        |
| C        | Davide Oglino        | ?                    | ?        |
| S        | Samuele Papi         | Falconara            | ?        |
| S        | Krzystof Stelmach    | Olimpia Sant'Antioco | ?        |

| Cessioni | Cessioni         | Cessioni         | Cessioni |
| R.       | Nome             | a                | Modalità |
| -------- | ---------------- | ---------------- | -------- |
| P        | Alessandro Arena | Lupi Santa Croce | ?        |
| S        | Paolo Bartek     | Petrarca         | ?        |
| C        | Massimo Bedino   | Gonzaga Milano   | ?        |
| P        | Davide Bellini   | Porto Ravenna    | ?        |
| P        | Hugo Conte       | Gonzaga Milano   | ?        |
| S        | Moreno Cunial    | ?                | ?        |
| C        | Guido De Luigi   | ?                | ?        |
| S        | Riccardo Gallia  | Gonzaga Milano   | ?        |
| C        | Oleg Šatunov     | Suntory          | ?        |

## Risultati

### Serie A1

#### Girone d'andata
| 1ª giornata - 16 ottobre 1994 Palasport di San Rocco Castagnaretta, Cuneo   | Cuneo           | 3 - 0 | Gonzaga Milano       | 15-10, 15-5, 15-5                |
| 2ª giornata - 23 ottobre 1994 Palasport, Gioia del Colle                    | Capurso Gioia   | 1 - 3 | Cuneo                | 10-15, 15-13, 12-15, 11-15       |
| 3ª giornata - 30 ottobre 1994 PalaGeorge, Montichiari                       | Gabeca          | 2 - 3 | Cuneo                | 15-11, 11-15, 15-17, 15-7, 10-15 |
| 4ª giornata - 6 novembre 1994 Palasport di San Rocco Castagnaretta, Cuneo   | Cuneo           | 3 - 0 | Olimpia Sant'Antioco | 15-8, 15-9, 15-5                 |
| 5ª giornata - 13 novembre 1994 PalaBernhardsson, Padova                     | Petrarca        | 1 - 3 | Cuneo                | 5-15, 16-14, 1-15, 8-15          |
| 6ª giornata - 4 dicembre 1994 Palasport di San Rocco Castagnaretta, Cuneo   | Cuneo           | 3 - 0 | Parma                | 15-9, 15-10, 15-4                |
| 7ª giornata - 8 dicembre 1994 PalaDozza, Bologna                            | Zinella Bologna | 1 - 3 | Cuneo                | 15-13, 6-15, 7-15, 6-15          |
| 8ª giornata - 11 dicembre 1994 Palasport di San Rocco Castagnaretta, Cuneo  | Cuneo           | 0 - 3 | Daytona              | 11-15, 11-15, 13-15              |
| 9ª giornata - 18 dicembre 1994 PalaDeAndrè, Ravenna                         | Porto Ravenna   | 2 - 3 | Cuneo                | 5-15, 14-16, 15-3, 15-7, 12-15   |
| 10ª giornata - 29 dicembre 1994 Palasport di San Rocco Castagnaretta, Cuneo | Cuneo           | 1 - 3 | Treviso              | 15-12, 11-15, 9-15, 3-15         |
| 11ª giornata - 6 gennaio 1994 PalaCampagnola, Schio                         | Schio           | 0 - 3 | Cuneo                | 4-15, 9-15, 8-15                 |

#### Girone di ritorno
| 1ª giornata - 8 gennaio 1995 Palalido, Milano                              | Gonzaga Milano       | 0 - 3 | Cuneo           | 7-15, 7-15, 10-15        |
| 2ª giornata - 15 gennaio 1995 Palasport di San Rocco Castagnaretta, Cuneo  | Cuneo                | 3 - 1 | Capurso Gioia   | 15-4, 6-15, 15-5, 15-12  |
| 3ª giornata - 22 gennaio 1995 Palasport di San Rocco Castagnaretta, Cuneo  | Cuneo                | 3 - 0 | Gabeca          | 17-15, 15-4, 15-7        |
| 4ª giornata - 29 gennaio 1995 PalaRockefeller, Cagliari                    | Olimpia Sant'Antioco | 1 - 3 | Cuneo           | 8-15, 15-8, 3-15, 10-15  |
| 5ª giornata - 12 febbraio 1995 Palasport di San Rocco Castagnaretta, Cuneo | Cuneo                | 3 - 0 | Petrarca        | 15-13, 15-13, 16-14      |
| 6ª giornata - 19 febbraio 1995 PalaRaschi, Parma                           | Parma                | 0 - 3 | Cuneo           | 9-15, 8-15, 5-15         |
| 7ª giornata - 26 febbraio 1995 Palasport di San Rocco Castagnaretta, Cuneo | Cuneo                | 3 - 0 | Zinella Bologna | 15-10, 15-8, 15-1        |
| 8ª giornata - 5 marzo 1995 PalaPanini, Modena                              | Daytona              | 1 - 3 | Cuneo           | 9-15, 15-6, 13-15, 13-15 |
| 9ª giornata - 12 marzo 1995 Palasport di San Rocco Castagnaretta, Cuneo    | Cuneo                | 3 - 1 | Porto Ravenna   | 12-15, 15-7, 15-6, 16-14 |
| 10ª giornata - 19 marzo 1995 PalaVerde, Villorba                           | Treviso              | 3 - 0 | Cuneo           | 15-6, 15-11, 15-11       |
| 11ª giornata - 26 marzo 1995 Palasport di San Rocco Castagnaretta, Cuneo   | Cuneo                | 3 - 0 | Schio           | 15-10, 15-9, 15-13       |

#### Play-off scudetto
| Quarti di finale (gara 1) - 29 marzo 1995 Palasport di San Rocco Castagnaretta, Cuneo | Cuneo   | 3 - 0 | Schio   | 15-6, 15-9, 15-10                 |
| Quarti di finale (gara 2) - 1º aprile 1995 PalaCampagnola, Schio                      | Schio   | 0 - 3 | Cuneo   | 11-15, 10-15, 9-15                |
| Semifinali (gara 1) - 5 aprile 1995 Palasport di San Rocco Castagnaretta, Cuneo       | Cuneo   | 2 - 3 | Daytona | 7-15, 11-15, 15-11, 15-3, 11-15   |
| Semifinali (gara 2) - 8 aprile 1995 PalaPanini, Modena                                | Daytona | 3 - 1 | Cuneo   | 8-15, 15-2, 15-6, 15-6            |
| Semifinali (gara 3) - 12 aprile 1995 Palasport di San Rocco Castagnaretta, Cuneo      | Cuneo   | 2 - 3 | Daytona | 11-15, 15-12, 16-14, 11-15, 14-16 |

### Coppa Italia

#### Fase a eliminazione diretta
| Sedicesimi di finale - 27 ottobre 1994 PalaRota, Spoleto                                 | Marconi         | 0 - 3 | Cuneo          | 4-15, 10-15, 1-15              |
| Ottavi di finale - 3 novembre 1994 PalaDozza, Bologna                                    | Zinella Bologna | 0 - 3 | Cuneo          | 8-15, 9-15, 14-16              |
| Quarti di finale (andata) - 10 novembre 1994 Palasport di San Rocco Castagnaretta, Cuneo | Cuneo           | 3 - 2 | Gonzaga Milano | 9-15, 9-15, 16-14, 15-3, 15-12 |
| Quarti di finale (ritorno) - 15 novembre 1994 Palalido, Milano                           | Gonzaga Milano  | 1 - 3 | Cuneo          | 7-15, 11-15, 15-11, 10-15      |
| Final four - Semifinali - 3 febbraio 1995 PalaLottomatica, Roma                          | Daytona         | 3 - 1 | Cuneo          | 15-8, 15-10, 8-15, 17-15       |

## Statistiche

### Statistiche di squadra
| Competizione | Punti | In casa | In casa | In casa | In trasferta | In trasferta | In trasferta | Totale | Totale | Totale |
| Competizione | Punti | G       | V       | P       | G            | V            | P            | G      | V      | P      |
| ------------ | ----- | ------- | ------- | ------- | ------------ | ------------ | ------------ | ------ | ------ | ------ |
| Serie A1     | 38    | 14      | 10      | 4       | 13           | 11           | 2            | 27     | 21     | 6      |
| Coppa Italia | -     | 1       | 1       | 0       | 3            | 3            | 0            | 5      | 4      | 1      |

G = partite giocate; V = partite vinte; P = partite perse

### Statistiche dei giocatori
| V. Bertini     | 5  | 2   | 1   | 1  | 0  | Statistiche assenti | 5  | 2   | 1   | 1  | 0  |
| F. De Giorgi   | 27 | 70  | 43  | 17 | 10 | Statistiche assenti | 27 | 70  | 43  | 17 | 10 |
| C. Galli       | 22 | 389 | 328 | 47 | 14 | Statistiche assenti | 22 | 389 | 328 | 47 | 14 |
| L. Ganev       | 27 | 905 | 765 | 66 | 74 | Statistiche assenti | 27 | 905 | 765 | 66 | 74 |
| A. Lucchetta   | 25 | 366 | 283 | 75 | 9  | Statistiche assenti | 25 | 366 | 283 | 75 | 9  |
| L. Mantoan     | 15 | 36  | 27  | 9  | 1  | Statistiche assenti | 15 | 36  | 27  | 9  | 1  |
| L. Mastrangelo | -  | -   | -   | -  | -  | Statistiche assenti | -  | -   | -   | -  | -  |
| A. Milone      | 3  | 7   | 7   | 0  | 0  | Statistiche assenti | 3  | 7   | 7   | 0  | 0  |
| D. Oglino      | 12 | 89  | 66  | 19 | 4  | Statistiche assenti | 12 | 89  | 66  | 19 | 4  |
| S. Papi        | 27 | 567 | 479 | 45 | 44 | Statistiche assenti | 27 | 567 | 479 | 45 | 44 |
| L. Petrelli    | 23 | 104 | 93  | 9  | 2  | Statistiche assenti | 23 | 104 | 93  | 9  | 2  |
| K. Stelmach    | 26 | 447 | 394 | 47 | 9  | Statistiche assenti | 26 | 447 | 394 | 47 | 9  |

P = presenze; PT = punti totali; AV = attacchi vincenti; MV = muri vincenti; BV = battute vincenti